# Codice privato
Pour plus de détails, voir Fiche technique et Distribution.
Codice privato est un film italien réalisé par Francesco Maselli et sorti en 1988. Le film est librement inspiré de la pièce La Voix humaine de Jean Cocteau.

## Fiche technique
- Réalisation : Francesco Maselli
- Scénario : Francesco Maselli
- Producteurs : Luigi De Laurentiis, Aurelio De Laurentiis
- Photographie : Luigi Kuveiller
- Musique : Giovanna Marini
- Costummes : Lina Nerli Taviani
- Montage : Alessandra Perpignani
- Genre : Drame et romance
- Durée : 90 minutes
- Dates de sortie :  
  - 30 août 1988 (Festival de Venise)
  - 9 septembre 1988 ( Italie)

## Distribution
- Ornella Muti

## Distinctions
- Ruban d'argent de la meilleure actrice pour Ornella Muti[2]
- Meilleur réalisateur pour Francesco Maselli au Festival de Venise